# Función cóncava

Una función es cóncava en un intervalo (a,c), si para todo punto b del intervalo la recta tangente en ese punto queda por encima de la función.

En matemática, una función es cóncava cuando dados dos puntos cualesquiera en el dominio de la función, el segmento que los une queda por debajo de la curva.
Una función cóncava es lo opuesto de una función convexa.

## Definición
Formalmente, una función real {\displaystyle f} definida en un intervalo (o en cualquier conjunto convexo {\displaystyle C} de algún espacio vectorial) se dice que es cóncava, si para dos puntos {\displaystyle x} e {\displaystyle y} cualesquiera definidas en su dominio {\displaystyle C}, y para cualquier {\displaystyle t} en {\displaystyle [0,1]}, se cumple:
{\displaystyle f(tx+(1-t)y)\geq tf(x)+(1-t)f(y)}.
Además, {\displaystyle f(x)} es cóncavo en {\displaystyle [a,b]} si y solo si la función {\displaystyle -f(x)} es convexa en {\displaystyle [a,b]}.
Una función es estrictamente cóncava si
{\displaystyle f(tx+(1-t)y)>tf(x)+(1-t)f(y)\forall t\in (0,1)\land x\neq y}.
Una función continua en {\displaystyle C} es cóncava si y solo si
{\displaystyle f\left({\frac {x+y}{2}}\right)\geq {\frac {f(x)+f(y)}{2}}} .
para cualquier x e y en C.
Una función diferenciable f es cóncava en un intervalo si su derivada f ′ es monótonamente decreciente en ese intervalo: una función cóncava posee una pendiente negativa o decreciente (entendiendo por "decreciente" aquí a que es "no-creciente", en lugar de "estrictamente decreciente"; es decir, se permite la pendiente cero).

## Propiedades
Dada una función {\displaystyle f} doblemente diferenciable, si su segunda derivada {\displaystyle f''(x)} es positiva, entonces {\displaystyle f} es convexa; si {\displaystyle f''(x)} es negativa, entonces es cóncava. Los puntos donde la concavidad cambia son puntos de inflexión.
Si una función convexa (es decir, cóncava hacia arriba) tiene un "fondo" ("bottom"), cualquier punto al fondo es un mínimo extremo. Si una función cóncava (es decir, cóncava hacia abajo) tiene un "ápice" ("apex"), cualquier punto al ápice es un máximo extremo. 
Si {\displaystyle f(x)} es doblemente diferenciable, entonces {\displaystyle f(x)} es cóncavo si y solo si {\displaystyle f''(x)} es negativo o cero. Si su segunda derivada es negativa entonces es estrictamente cóncava, pero lo opuesto no es cierto, como podemos ver para {\displaystyle f(x)=-x^{4}}.
Una función es cuasicóncava si y solo si posee un {\displaystyle x_{0}} tal que para todo {\displaystyle x<x_{0}}, {\displaystyle f(x)} es no decreciente y para todo {\displaystyle x>x_{0}} es no creciente. {\displaystyle x_{0}} puede también ser {\displaystyle \pm \infty }, haciendo la función no decreciente (no creciente) para todo {\displaystyle x}. Además, una función f es cuasiconvexa si y solo si −f es cuasicóncava.

## Ejemplos
- La función {\displaystyle f(x)=-x^{2}} tiene segunda derivada {\displaystyle f''(x)=-2<0} en todos los puntos, luego f es una función (estrictamente) cóncava.
- Cualquier función constante {\displaystyle f(x)=c} es cóncava y convexa.
- La función {\displaystyle f(x)=\sin x} es cóncava en cualquier intervalo de la forma {\displaystyle [2\pi n,2\pi n+\pi ],\,} donde {\displaystyle n} es un entero.